# Савинка (приток Ояти)
Савинка, Верхняя Савинка, Нижняя Савинка — река в России, протекает по Лодейнопольскому району Ленинградской области.
Вытекает из Мунозера (восточнее Савозера, южнее озера Мальгинского и севернее Алёховщины) как Верхняя Савинка. Течёт на восток до озера Юбинского, из которого вытекает в южном направлении как Нижняя Савинка. Принимает правый приток — Нихтию, впадает в Оять с правого берега как Савинка, в 90 км от её устья, восточнее Алёховщины.
Длина реки составляет 32 км, площадь водосборного бассейна — 221 км².

## Данные водного реестра
По данным государственного водного реестра России относится к Балтийскому бассейновому округу, водохозяйственный участок реки — Свирь, речной подбассейн реки — Свирь (включая реки бассейна Онежского озера). Относится к речному бассейну реки Нева (включая бассейны рек Онежского и Ладожского озера).
Код объекта в государственном водном реестре — 01040100812102000013185.